# Abies borisii-regis
Abies borisii-regis là một loài thực vật hạt trần trong họ Thông. Loài này được Mattf. miêu tả khoa học đầu tiên năm 1925.